# Zion & Lennox
Zion & Lennox zijn een reggaeton-duo uit Puerto Rico. Ze worden beschouwd als een van de beste reggaeton-acts aller tijden. Bekende nummers van het duo zijn Baila Conmigo, Hay Algo En Ti, Es Mejor Olvidarlo, Yo Voy en Sere Yo. Na het succes van hun debuutalbum ging het duo uit elkaar en gingen zowel Zion als Lennox verder als soloartiest. Zion richtte zijn eigen platenlabel op, genaamd Baby Records, en bracht hierop zijn solodebuutalbum The Perfect Melody uit. Ook Lennox startte zijn eigen platenlabel, Toma Enterprise, en bracht hierop het compilatiealbum Los Mero Meros uit. Op 13 november 2024 kondigde het duo Zion & Lennox hun scheiding aan, na twintig jaar samenwerking.

## Jeugd
Zion (Felix Ortiz) en Lennox (Gabriel Pizzaro) groeiden samen op in Carolina op Puerto Rico. In hun jeugd hielden ze van dezelfde genres zoals Hip-Hop, Dancehall en Rap.

## Discografie

### Albums
- Motivando a la Yal (2004)
- Motivando a la Yal: Special Edition (2005)
- Pa' La Calle Mixtape (2009)
- Pasado, Presente & Futuro (2009)
- Los Verdaderos (2010)
- Motivan 2 (2016)
- El sistema (2021)

### Overig
- "Hay Algo En Ti" (Mas Flow) (2003)
- "No Pierdas Tiempo" (Chosen Few: El Documental) (2004)
- "Cuanto Tengo Que Esperar" (MVP 2: The Grand Slam) (2005)
- "No Me Compares" (Flow la Discoteka) (2004)
- "No Dejes Que Se Muera" (La Mision 4: The Take Over) (2004)
- "Me Pones En Tensión" (The Noise: La Biografía) (2003)
- "Don't Stop" (Motivando A La Yal: Special Edition) (2005)
- "Me Arrepiento" (Los Bandoleros) (2005)
- "Es Mejor Olvidarlo" (met Baby Ranks) (Mas Flow 2) (2005)
- "Aquí Estoy Yo" (El Bando Korrupto 2) (2004)
- "Quiero Tocarte" (The Score) (2003)
- "No Tengas Miedo" (met Noriega) (Contra la Corriente) (2004)
- "Ella Me Mintio" (met Ro-K & Gammy) (Malas Mañas) (2004)
- "Te Hago El Amor" (Gargolas 4: The Return) (2003)
- "Ibas Caminando" (Los Cazadores: La Primera Busqueda) (2005)
- "Aguántate" (met Johnny Prez) (The Prezident) (2005)
- "Baila Conmigo" (Desafío) (2003)
- "Baila Pa' Mí" (MVP) (2003)
- "Tu Movimiento Me Excita" (Los Mozalbetes) (2003)
- "Esa Nena" (Ground Zero) (2003)
- "Me Dirijo A Ella" (Buddha's Family 2) (2005)
- "Tu Cuerpo Deseo" (El Desorden) (2003)
- "La Noche Es Larga" (Abusando del Genero) (2006)
- "Una Cita" (Echo Presenta: Invasión) (2007)
- "Latinas" (met Elephant Man) (Caribbean Connection) (2008)
- "Seré Yo" (Remix) (Pasado, Presente & Futuro)(2008)
- "Boom Boom" (Pasado, Presente & Futuro) (2008)
- "Invisible" (met Erre XI) (Luny Tunes Presents: Erre XI) (2008)
- "Ten Paciencia" (Remix) (met Thalía) (2008)
- "Siempre Esta Dios" (met Yari) (2008)
- "Sentir" (met Guelo Star) (Pasado, Presente & Futuro) (2008)
- "Tu Me Confundes" (met Charlie Cruz) (Pasado, Presente & Futuro) (2008)
- "Boom Boom" (Remix) (met Alexis & Fido) (Pasado, Presente & Futuro) (2009)
- "De Inmediato" (Pa' La Calle Mixtape) (2009)
- "Vamos En Serio" (met Yaga & Mackie Ranks) (Pasado, Presente & Futuro) (2009)
- "Tiemblo (Remix)" (met Baby Rasta & Gringo) (Unreleased) (2009)
- "Ahora Es Que Es" (Pa' La Calle Mixtape) (2009)
- "Dime Baby" (met Fusion Mobb) (The Gold Pen) (2009)
- "Con Una Sonrisa" (met O.G Black & Guayo "El Bandido") (La Hora Cero)(2009)
- "Ella Me Motiva" (met Arcangel) (Pa' La Calle Mixtape) (2009)
- "Mi Cama Huele A Ti" (met Tito "El Bambino") (El Patron) (2009)
- "Amor Genuino" (Pa' La Calle Mixtape) (2009)
- "Colora'" (met J-King & Maximan) (Pa' La Calle Mixtape) (2009)
- "Angeles & Demonios" (met Syko "El Terror") (Pa' La Calle Mixtape) (2009)
- "Fuistes Tú" (Pa' La Calle Mixtape) (2009)
- "Si Te Gusta" (met Onyx Creacion Divina) (2010)
- "La Española (The Diamond)" (2010)
- "Como curar (Los Verdaderos)" (2010)
- "Momentos (Los Verdaderos)" (2010)
- "Hoy Lo Siento" (met Tony Dize) (Los Verdaderos) (2011)
- "Tu Ta 'Buena" (met Vakero) (2011)
- "Diosa de los Corazones (La Formula)" (met Ken-Y, Lobo, Arcangel, RKM) (2012)
- "Cantazo" (met Yomo) (2012)
- "Kamasutra" (met El Poeta Callejero) (2013)
- "La Botella" (2013)
- "Pierdo La Cabeza" (2015)
- "Pierdo La Cabeza Remix" (met Yandel & Farruko) (2015)
- "Embriágame" (2016)
- "Embriágame (Remix)" (met Don Omar) (2016)
- "Otra Vez" (met J Balvin) (2016)
- "Te Quiero Pa Mi" (met Don Omar) (2016)
- "Hoy lo Siento" (met Tony Dize) (2016)
- "Mi Tesoro" (met Nicky Jam) (2017)
- "La Player" (2018)
- "Hola" (2018)
- "Hipnosis" (2018)
- "Entre Tu y Yo" (met Tito El Bambino) (2018)
- "Pa Olvidarte" (met ChocQuibTown, Farruko, Manuel Turizo) (2019)
- "Solita" (met Sech, Farruko) (2019)
- "Llegale" (met Lunay) (2019)
- "Tensión" (met Farruko) (2019)
- "Guayo' (met Anuel AA, Haze) (2019)
- "Sistema" (2019)
- "Dulcecitos" (met Piso 21) (2020)
- "Tu y Yo" (met Sech) (2020)
- "Bésame" (met Daddy Yankee, Play-N-Skillz) (2020)
- "All Night" (2020)
- "Guayo" (met Anuel AA, Haze) (2020)
- "Te Mueves" (met Natti Natasha) (2020)
- "Sexy Sensual" (met Tito El Bambino, Wisin, Cosculluela) (2020)

## Discografie Zion

### Albums
- The Perfect Melody (2007)
- The Perfect Melody: Platium Status Edition (2008)
- Flow Factory (Compilatiealbum)

### Singles
- "Yo Voy A Llegar" (Flow la Discoteka) (2004)
- "Sólo Una Noche" (El Que Habla Con Las Manos) (2005)
- "Con Ella Me Quedaré" (Gargolas: The Next Generation) (2006)
- "Sigue Ahí" (met Memphis Bleek & De La Ghetto) (Los Rompe Discotekas) (2006)
- "No Falla" (met Cuban Link)
- "Hello" (Mas Flow: Los Benjamins) (2006)
- "Alócate" (Mas Flow 2.5) (2006)
- "Que Pasará" (Flow la Discoteka 2) (2007)
- "Veo" (Don Omar Presenta: El Pentágono) (2007)
- "Fantasma" (The Perfect Melody) (2007)
- "Zun Da Da" (The Perfect Melody) (2007)
- "The Way She Moves" (met Akon) (The Perfect Melody) (2007)
- "Amor de Pobre" (met Eddie Dee) (The Perfect Melody) (2007)
- "Money" (The Perfect Melody) (2007)
- "Periódico de Ayer" (The Perfect Melody)(2007)
- "Ábre La Puerta" (The Perfect Melody) (2007)
- "Vamonos Al Club" (met Tego Calderón) (2007)
- "Independiente" (Los Bravos) (2007)
- "Pa'l Piso" (met Element Black) (2008)
- "Sabanas Mojadas" (2008)
- "Fantasía" (2008)
- "Entre Cuatro Paredes" (2008)
- "Showtime" (met Angel & Khriz)
- "Fuera del Planeta" (Remix) (met Eloy, Jowell & Randy) (2008)
- "Seré Yo" (2008)
- "Sabanas Mojadas" (Remix) (met Jowell) (2008)
- "Tenerla Es Sonar" (2008)
- "Se Fue" (met MJ) (2008)
- "Tease Me" (2009)
- "More (La Formula)" (met Ken-Y, Jory) (2012)
- "Diosa de los Corazones (La Formula)" (met Ken-Y, Lobo, Arcangel, RKM) (2012)
- "La Botella Producido por MadMusick" (2013)
- "Mirala" (met De la Ghetto, Farruko) (2014)
- "Embriágame (Remix)" (met Don Omar) (2016)
- "Te Quiero Pa Mi" (met Don Omar) (2016)
- "Hipócrita" (met Anuel AA) (2018)
- "Mi Error" (met Eladio Carrion) (2019)
- "Si Se Da Remix" (met Myke Towers, Farruko, Arcangel, Sech) (2019)

## Discografie Lennox

### Album
- Los Mero Meros (2007) (compilatiealbum)

### Singles
- "Somos Los Mero Meros" (met Guelo Star) (Los Mero Meros) (2007)
- "Sola y Triste" (met Jonny) (Unreleased) (2007)
- "Hace Tiempo" (Motivando a la Yal) (2004)
- "Un Amor Así" (met Newton) (Da' Music: Reloaded) (2005)
- "Tanto Dolor" (met Noriega) (Sin Control) (2006)
- "Te Recordaré" (met Norrys) (Los Bandoleros Reloaded) (2006)
- "Hablando Claro" (met Arcangel) (2007)
- "Ahy Na Mas" (Los Mero Meros) (2007)
- "Lo Importante Es" (K-Libre) (2007)
- "Esto No Para" (Línea de Fuego) (2008)
- "Solos Tu y Yo" (met Ricky Quiñones) (Unreleased) (2008)
- "Eres Mia Hoy" (met Kartier) (2009)
- "Diosa de los Corazones (La Formula)" (met Ken-Y, Lobo, Arcangel, RKM) (2012)
- "La Botella Producido por MadMusick" (2013)
- "Te Quiero Pa Mi" (met Don Omar) (2016)
- "Prende En Fuego" (2017)